# 克拉根福州立剧院

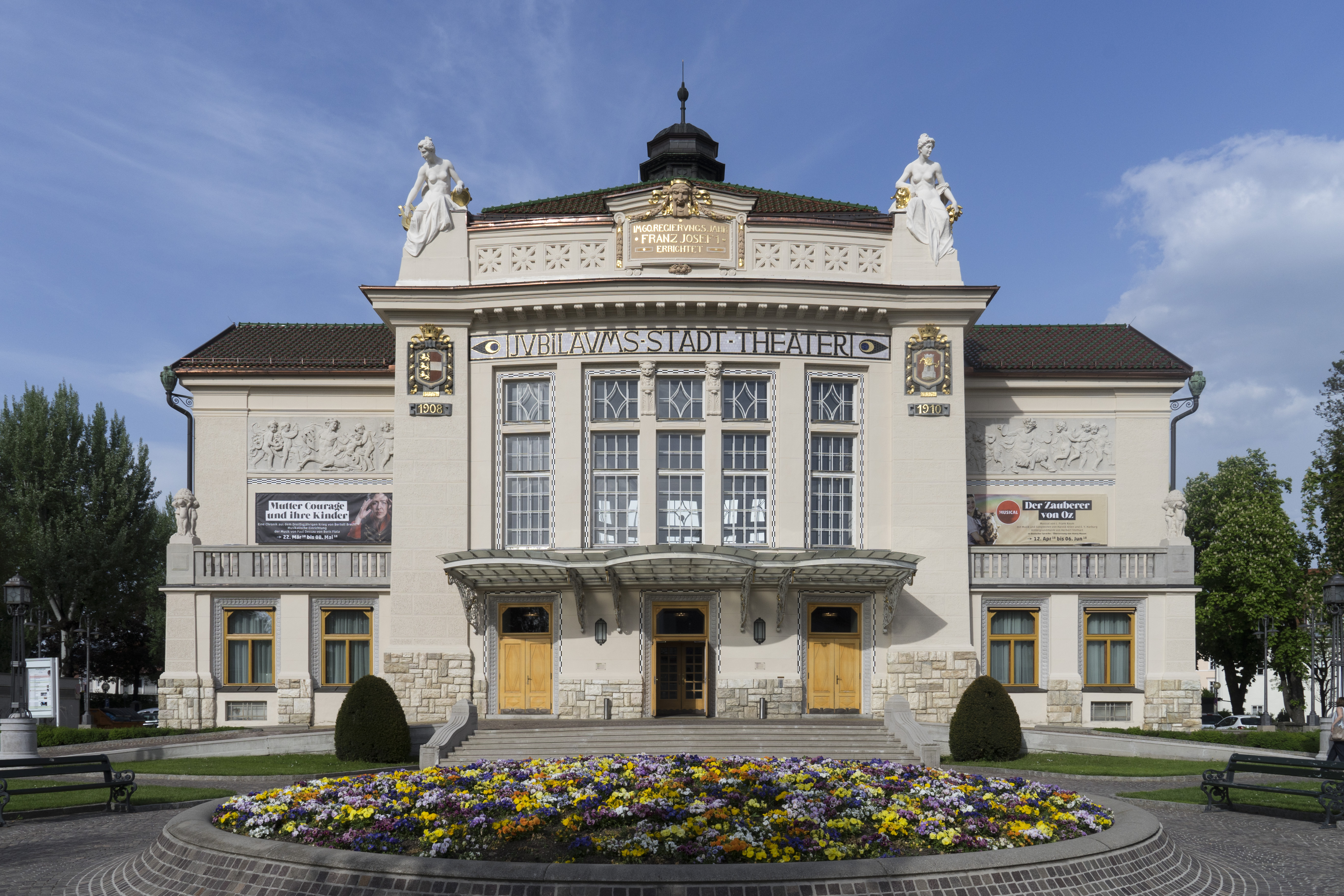
克拉根福州立剧院

克拉根福州立剧院（Stadttheater Klagenfurt）是奥地利克恩顿州首府克拉根福的市政剧院，现在的建筑是由维也纳的费尔纳与赫尔默建筑事务所（Fellner&Helmer）设计，于1910年竣工。

## 历史

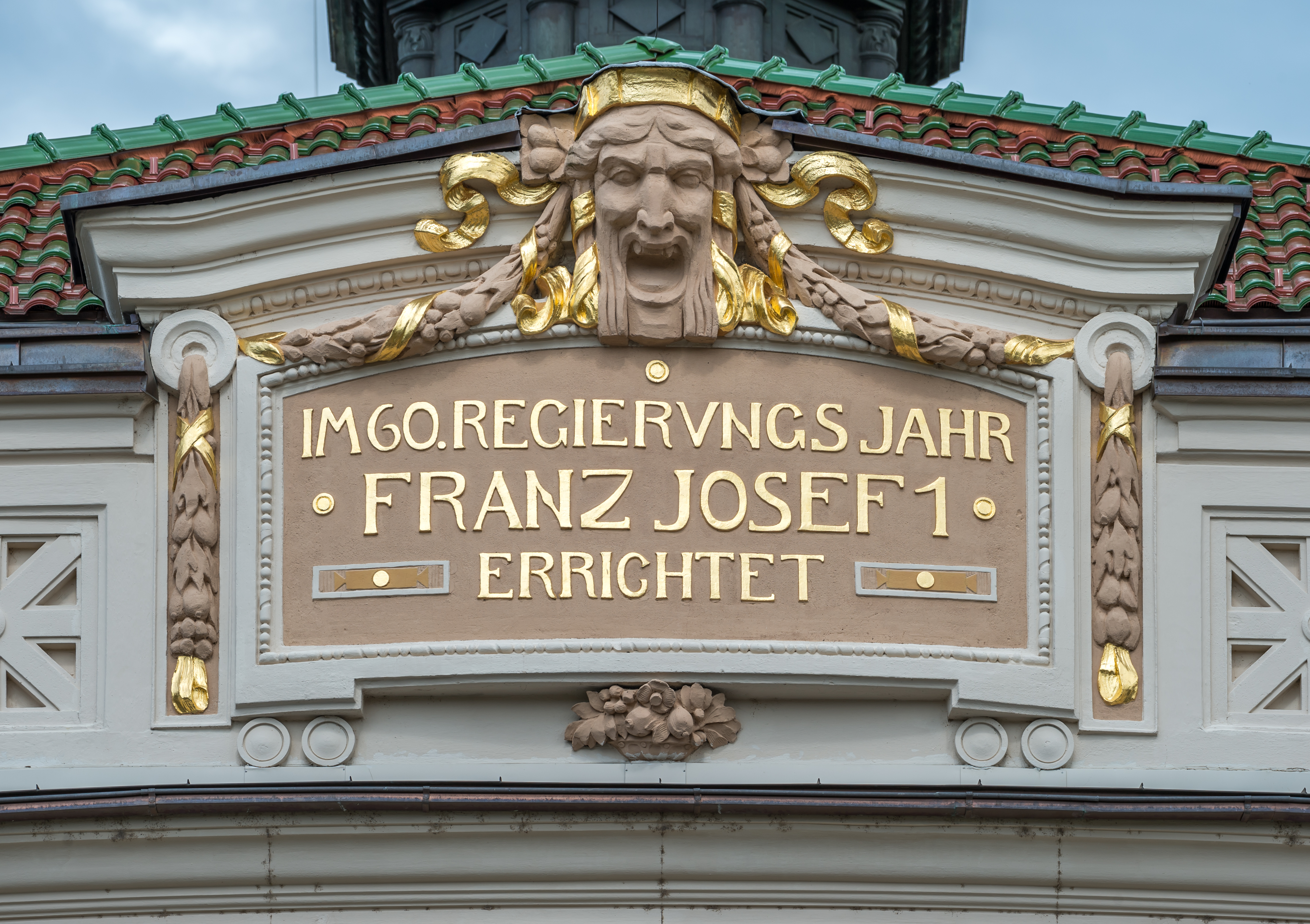

克拉根福的第一家剧院于1605年至1620年间建成，作为贵族的球房（Ballhaus）。意大利剧团在从威尼斯前往维也纳的途中，会在此演出。18世纪末，剧院偶尔也对知识分子、军官和文职官员开放。1811年，这座木建筑用石头重建，现在称为老剧院（Altes Theater）。
当情况恶化时，由维也纳的费尔纳与赫尔默建筑事务所设计了一座新建筑。该事务所已经在1906年和1907年在吉森和亚布洛内茨建造了非常相似的剧院。 该建筑于1908年开工，1910年竣工，在弗朗茨·约瑟夫一世登基60周年之际开放，因此被命名为“弗朗茨·约瑟夫一世皇帝禧年剧院”（Kaiser Franz Joseph I. Jubiläumstheater）。
20世纪60年代，这座房子进行了翻修，1996年至1998年，根据Günther Domenig的设计，又进行了一次翻修。
克拉根福州立剧院在2003年、2006年和2011年分别获得了不同类别的内斯特洛伊剧院奖。获得该奖项并在该剧院工作的艺术家包括马丁·库舍伊、伯纳德·利波尔德·摩瑟、迈克尔·马滕斯、迈克尔·肖滕伯格和马丁·泽赫特格鲁伯。